# Trapeze (turnen)

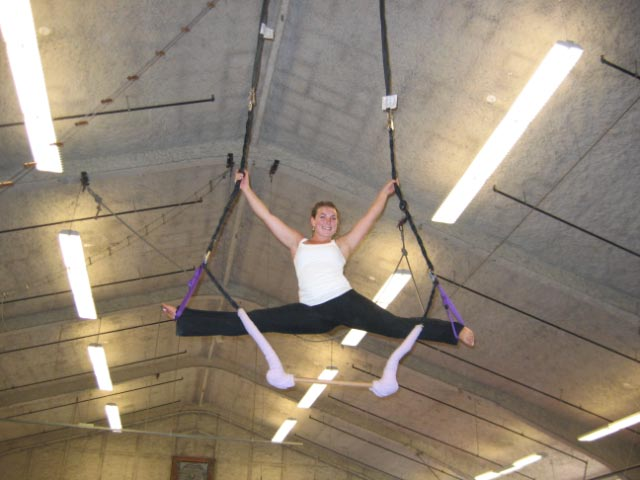
Oefening op de trapeze

Een trapeze is een turntoestel dat bestaat uit een horizontale stok of stang die aan twee koorden is opgehangen. Trapezes worden in circussen en in de gymnastiek gebruikt. De circusnummers en gymnastiekoefeningen die op het toestel worden uitgevoerd, worden zelf ook met het woord 'trapeze' aangeduid.
Uit veiligheidsoverwegingen is onder een trapeze vaak een mat of vangnet geplaatst.
Er wordt in het circus onderscheid gemaakt tussen de trapèze fixe (of statische trapeze), die tijdens acrobatische toeren stil hangt, de zwaaiende trapeze, die heen en weer zwiert, en de vliegende trapeze, waarbij meerdere acrobaten van trapeze naar trapeze vliegen.